# バスフィッシング・プロフェッショナル
バスフィッシング･プロフェッショナルは、日本国内でJBやWBS等の団体に所属しトーナメントの高額賞金、スポンサーからの契約料、本やビデオの出版、釣具（ルアーやロッド（竿））のプロデュース等で生計をたてている人々を指す。略称はバスプロ。トーナメントを背景に成績を残し活躍するプロを「トーナメントプロ」と呼び、特定の湖などでバスフィッシング専門のガイドを営む者を「プロガイド」と呼びバスプロの一形態として認知されている。またバスフィッシングの本場アメリカ（日本円で3000万円以上の高額賞金の大会もある）に夢を求めて渡り、活躍している人々もいる。日本国内で代表的なバスプロは今江克隆、下野正希、田辺哲男、並木敏成などがいる。吉田幸二（現：WBS）が1984年に国内初のバスプロ宣言をした。
国内のバスプロ人口はJB等の団体には1000人以上いるがバスプロとして生計をたてているものはほんの一握りである。多くのバスプロはサラリーマンやフィッシングガイドの傍らでトーナメントに参戦している。
一方、本場のアメリカではトーナメントの開催も多く、B.A.S.S.などの団体ではゴルフのプロトーナメント並の賞金があり、人気も高く、プロスポーツとして確立されている。特定の湖や地域で活躍するバスプロもいれば、全米各地を転戦するツアープロもいる。
アメリカを代表するプロたちの殆どは、バスマスターエリートやMLF(メジャーリーグフィッシング)と呼ばれるトーナメントに出場している。
日本人として大森貴洋や深江真一がアメリカでの地位を不動のものとしている。また、日本人女性では唯一柏原たみがプロとして認定されている。